# António José Pinheiro Carvalho
António José Pinheiro Carvalho (Forjães, 14 januari 1993) - alias Tozé - is een Portugees voetballer die bij voorkeur als offensieve middenvelder speelt. Hij tekende in juli 2015 een contract tot medio 2019 bij Vitória Guimarães, dat hem overnam van FC Porto.

## Clubcarrière
Tozé speelde in de jeugd bij Forjães, Padroense FC en FC Porto. Hij debuteerde op 10 februari 2013 in het betaald voetbal, toen hij met het eerste team van FC Porto een wedstrijd in de Primeira Liga speelde tegen SC Olhanense. Hij viel na 66 minuten in voor Silvestre Varela. FC Porto speelde in eigen huis 1-1 gelijk, mede door een doelpunt van Jackson Martínez. Tozé speelde in twee jaar twee wedstrijden in het eerste van Porto. Daarnaast speelde hij in die tijd 75 wedstrijden in het tweede team, in beide seizoenen actief in de Segunda Liga. Hiervoor maakte hij ook 28 doelpunten, waarvan 21 in zijn tweede seizoen.
Porto verhuurde Tozé in het seizoen seizoen 2014/15 aan GD Estoril-Praia. Hiervoor speelde hij dat jaar 28 wedstrijden in de Primeira Liga. Tozé tekende in juli 2015 vervolgens een contract tot medio 2019 bij Vitória Guimarães, de nummer vijf van Portugal in het voorgaande seizoen. Dat nam hem daarmee definitief over van Porto.

## Interlandcarrière
Tozé kwam uit voor meerdere Portugese nationale jeugdelftallen. Hij debuteerde in 2013 in Portugal -21.